# Amatori Milano (hockey su ghiaccio)
L'Amatori Milano è stata una squadra di hockey su ghiaccio di Milano. Era la vecchia seconda squadra dell'Hockey Club Milano, l'HC Milano II, che si staccò formalmente dalla società madre.
Partecipò al suo primo campionato nella stagione 1947/48, in serie A, piazzandosi al terzo posto (con rammarico visto che poi SG Cortina diede forfait per la disputa della finale l'Hockey Club Milano), che riconfermò la stagione successiva. Nel campionato 1949/50 si piazzò al secondo posto. Due anni dopo stringe accordi di collaborazione con la vecchia squadra madre, l'HC Milano e si iscrive al campionato di serie B, campionato che vince per tre anni consecutivi (nel 1957/58, 1958/59 e 1959/60) senza comunque tornare a giocare nella massima divisione nazionale.